# Erich Fellgiebel
Erich Fellgiebel (4. října 1886 – 4. září 1944) byl německý generál, který se zúčastnil Stauffenbergova pokusu o převrat.

## Životopis
Narodil se v Pöpelwitz roku 1886 poblíž Vratislavi ve Slezsku. V 18 letech vstoupil do pruské armády s hodností kadeta. Za první světové války sloužil s hodností kapitána v generálním štábu. Roku 1928 byl povýšen na majora. Další povýšení ho čekalo roku 1933, kdy byl povýšen na podplukovníka a roku 1934 se stal plukovníkem. V roce 1938 se stal generálem a velitelem spojové služby Wehrmachtu. 26. srpna 1939 měla německá armáda zaútočit na Polsko, ale Hitler si to na poslední chvíli rozmyslel. Fellgiebel musel zastavit celou německou armádu, která pochodovala do Polska.

## Operace Valkýra a soud
Měl za úkol po Stauffenbergově atentátu přerušit veškeré spojení Vlčího doupěte se světem. Byl odhalen a zatčen. Lidový soud (Volksgerichtshof) jej odsoudil k trestu smrti, popraven byl v Plötzensee.

## V populární kultuře
Vernon Dobtcheff ztvárnil Fellgiebela ve filmu Atentát na Hitlera (1990). Harold Krassnitzer ho zahrál roku 2004 ve filmu Stauffenberg. Eddie Izzard ho hrál ve filmu Valkýra.